# Koçali, Ezine
Koçali là một xã thuộc huyện Ezine, tỉnh Çanakkale, Thổ Nhĩ Kỳ.